# Ron Taylor (Schauspieler)
Ron James Taylor (* 16. Oktober 1952 in Galveston, Texas; † 16. Januar 2002 in Los Angeles, Kalifornien) war ein US-amerikanischer Schauspieler und Sänger.

## Leben
Taylor wurde in Texas geboren, zog aber im Alter von 19 Jahren nach New York City, wo er an der American Academy of Dramatic Arts ein Studium begann. Nach Abschluss der Ausbildung erhielt er die Rolle des feigen Löwen in der US-landesweiten Theater-Tournee von The Wiz, bei der er auch seine spätere Frau DeBorah Sharpe kennenlernte.
Seinen Durchbruch hatte er 1982 in der ersten Off-Broadway-Produktion des Musicals Little Shop of Horrors, in dem er als Stimme der fleischfressenden Pflanze Audrey II zu hören war. Die Inszenierung war ein großer Erfolg und hatte insgesamt 2.000 Aufführungen. Für diese Rolle wurde Taylor gemeinsam mit dem Puppenspieler der Pflanze, Martin P. Robinson, mit einem Drama Desk Award für outstanding special effects ausgezeichnet.
Taylors Filmkarriere begann 1983 im Film Die Glücksritter. Er spielte Nebenrollen in zahlreichen Filmen und Serien wie Miami Vice und Matlock. In Star Trek: Deep Space Nine spielte er in den Folgen Das “Melora”-Problem und Der Trill-Kandidat einen klingonischen Koch. Bei den Simpsons war er Sprecher für Zahnfleischbluter Murphy. Nach seinem Tod wurde ihm die Folge Die süßsaure Marge gewidmet.
1987 begann Taylor mit den Vorbereitungen zum Musical It Ain't Nothing but the Blues, das sich der Geschichte des Blues widmete. Taylor verfasste das Buch zum Musical gemeinsam mit Charles Bevel, Randal Myler und Dan Wheetman. Ab Mitte der 1990er Jahre tourte er mit der Show, die er auch bei der Produktion und live auf der Bühne unterstützte. 1999 wurde das Musical erfolgreich Off-Broadway inszeniert und wurde kurz darauf am Broadway im Vivian Beaumont Theatre inszeniert. Die Inszenierung brachte der Show vier Nominierungen für den Tony Award ein, darunter zwei für Taylor (Bester Nebendarsteller in einem Musical, Bestes Musicallibretto). Aus der Übertragung wurde seine Performance aufgrund der Überlänge der Show herausgeschnitten. Taylor erlitt kurz danach einen leichten Schlaganfall. Nach seiner Genesung lief die Show weitere acht Monate.
Als Sänger arbeitete er mit Billy Joel, Bruce Springsteen, Etta James u. a. zusammen.
Er starb im Januar 2002 an den Folgen eines Herzinfarkts. Taylor war seit 1977 mit der Sängerin DeBorah Sharpe verheiratet, mit der er den Sohn hatte.

## Filmografie
- 1983: Die Glücksritter (Trading Places)
- 1984: Krieg der Eispiraten (Ice Pirates, Stimme)
- 1984: Indiana Jones und der Tempel des Todes (Indiana Jones and the Temple of Doom, Stimme)
- 1984: Der Exterminator – 2. Teil (Exterminator 2)
- 1987: Who’s That Girl
- 1989: Big Bad Man (The Mighty Quinn)
- 1989: Der Sunset-Killer (Relentless)
- 1989: Mein Partner mit dem zweiten Blick (Second Sight)
- 1989–1990: Matlock (Fernsehserie, 4 Folgen)
- 1990: Downtown
- 1990: Der Chaoten-Cop (Heart Condition)
- 1990: Ärger mit Eduard (Masters of Menace)
- 1990–1995: Die Simpsons (The Simpsons, Fernsehserie, 2 Folgen, Stimme)
- 1991: A Rage in Harlem
- 1992: Verducci und Sohn (Vinnie & Bobby, Fernsehserie, 7 Folgen)
- 1993: Amos & Andrew – Zwei fast perfekte Chaoten (Amos & Andrew)
- 1993: Deadfall
- 1993: Lush Life (Fernsehfilm)
- 1993–1994: Star Trek: Deep Space Nine (Fernsehserie, 2 Folgen)
- 1994: Emergency Room – Die Notaufnahme (ER, Fernsehserie, 1 Folge)
- 1998: Profiler (Fernsehserie, 1 Folge)
- 1999: Ally McBeal (Fernsehserie, 1 Folge)
- 2000: City of Angels (Fernsehserie, 3 Folgen)
- 2002: Das Ritual – Im Bann des Bösen (Ritual)